# Bistum Mostar-Duvno
Das Bistum Mostar-Duvno (kroatisch und bosnisch Mostarsko-duvanjska biskupija, lateinisch Dioecesis Mandetriensis-Dumnensis o Dalminiensis (-Tribuniensis et Marcanensis)) mit Sitz in Mostar ist Teil der katholischen Kirche in Bosnien-Herzegowina und ein Suffraganbistum des Erzbistums Vrhbosna. Durch den jeweiligen Bischof wird auch das Bistum Trebinje-Mrkan verwaltet, welches 1890 mit dem Bistum Mostar-Duvno vereinigt wurde.

## Geschichte

### Gründung des Bistums Mostar-Duvno (Trebinje-Mrkan)
Die Päpstliche Bulle Ex hac augusta, welche Papst Leo XIII. erließ, ebnete die Formierung einer neuen Kirchenorganisation im heutigen Gebiet von Bosnien-Herzegowina. Besonders nach dem Ende der osmanischen Herrschaft. Somit wurde das Bistum Mostar-Duvno mit Sitz in Mostar gegründet. Der erste Bischof des neu gegründeten Bistums war Paškal Buconjić. Bis dahin war er Apostolischer Vikar des Vikariats Herzegowina.
Zu den bestehenden Pfarreien der beiden ehemaligen, voneinander unabhängigen Apostolischen Vikariate Bosnien und Herzegowina kamen 27 Pfarreien zum neu gegründeten Bistum:
Mostar, Široki Brijeg, Ljuti Dolac, Čerin, Gradmići, Gabela, Humac, Veljaci, Klobuk, Rasno, Ružići, Drinovci, Gorica, Posušje, Vir, Raško Polje, Grabovica, Bukovica, Županjac, Šuica, Seonica, Rakitno, Kočerin, Gradac,
Goranci, Drežnica und Konjic hinzu.

### Entwicklung des Bistums
Nach der Osmanischen Herrschaft gab es enorme Schwierigkeiten zu bewältigen: zahlreiche Kirchen und Klöster waren verfallen oder zerstört. Es herrschte Mangel an Priestern und Priesternachwuchs wie auch Schulen und vor allem Geld. Bischof Buconjić stand vor der Aufgabe, Mitarbeiter zu finden, um die Entwicklung und den Fortschritt der Diözese gewährleisten zu können. Zudem wurde der Bischof auch mit der Apostolischen Administration des Bistums Trebinje-Mrkan betraut. Dies erfolgte am 8. Juli 1890.
Im Jahre 1902 hatte das Bistum 40 Pfarreien, ein Kloster und zwei Schulen. Es zählte ca. 100.000 Gläubige und 70 Priester. Bis zum Jahr 1926 hatte die Zahl zugenommen, auf genau: 46 Pfarreien, drei Klöster und sechs Schulen. Die Seelsorge wurde von 141 Priestern gewährleistet. Die Entfaltung des Bistums für das Jahr 1931 sah nach den Zahlen des Schematismus von 1939, der sich hauptsächlich auf das Jahr 1931 bezieht, allerdings die Zahlen vom 1. Juli 1937 enthält, für das Bistum wie folgt aus: Einschließlich des Bistums Trebinje-Mrkan hatte es eine Fläche von 12.229 km². Ihm gehörten 8 Dekanate mit 52 Pfarreien, 50 Kirchen, 296 Kapellen, 3 Männer- und 15 Frauenklöster, 13 Schwesternhäuser an. Die Zahl der Gläubigen belief sich auf 157.962, in der Regel Kroaten, mit 149 Priestern und 131 Ordensschwestern.
Während des Zweiten Weltkriegs und in der Nachkriegszeit wurden mehr als 16.000 römisch-katholische Gläubige verfolgt, eingesperrt oder getötet, darunter auch Priester und Seminaristen.
Terror übte auch über die übrigen Bistümer (nicht nur über die der katholischen) das neue kommunistische Regime aus. Daten über den Mord an 14 Diözesanpriestern und 66 Franziskanerpatres sind historisch im Bistum Mostar-Duvno gesichert. Unter den getöteten Franziskanern waren zwanzig Gymnasiallehrer und neun Doktoren.
Das Bistum liegt mit der örtlichen Franziskanerprovinz seit 1975 im Streit über die Zuständigkeit für mehrere Pfarreien in der Herzegowina. Papst Paul VI. hatte die herzegowinischen Franziskaner in diesem Jahr zum Gehorsam gegenüber dem Bistum angehalten. Dessen Konflikte mit dem Orden hatten sich seit 1981 dadurch, dass die Diözese seither die Anerkennung der angeblichen Marienerscheinungen in der vom Orden betreuten Pfarrei Međugorje und deren Erhebung zum Wallfahrtsort verweigert hatte, noch verschärft.
Die Umbenennung von Duvno in Tomislavgrad im Jahr 1990 hatte keinen Einfluss auf die Bezeichnung der Diözese.
Mit den Angriffen auf das römisch-katholische Dorf Ravno (in der Nähe der kroatischen Grenze, ca. 30 km nordwestlich von Dubrovnik gelegen) im Bistum Trebinje-Mrkan im Herbst des Jahres
1991 begann wieder eine Leidenszeit des Bistums Mostar-Duvno (Trebinje-Mrkan). Am 6. und 7. Mai 1992 wurde der Bischofspalast in Mostar von mehreren Granaten getroffen. Der im Jahre 1980 errichtete moderne Dom wurde stark beschädigt.
Im Jahre 1995 gab das Bistum Mostar-Duvno mit dem Bistum Trebinje-Mrkan zusammen folgende Statistik bekannt:
- Mostar hatte 66 Pfarreien, Trebinje 15, insgesamt: 81 Pfarreien
- Dekanate in Mostar 9, in Trebinje 2, insgesamt: 11
- Priester im Pfarrdienst: in Mostar 116, in Trebinje 16, insgesamt: 132
- Priester außerhalb der Pfarreien: in Mostar 79, in Trebinje 8, insgesamt: 172
- Die Zahl der Katholiken betrug: in Mostar 175.552, in Trebinje 17.174, insgesamt 192.726 Gläubige.

## Bekannte Wallfahrts- und Pilgerstätten im Bistum Mostar-Duvno
- Hrasno – Marienheiligtum
- Ostalo
- Studenci
- Međugorje (in der Herzegowina)